# 樓上波子聲
樓上波子聲，又稱夜半波子聲、樓上拉櫈聲，是一種在建築物裡常見的現象，身處建築物裡的人會聽到上層發出類似拉動傢具在地板磨擦的聲音；有些時候，上層會發出一些「滴滴」聲，像有一顆或多顆彈珠跌落在地板的聲響。由於聲音一般較小，在安靜的夜晚較容易發覺，以致樓上波子聲一度成為城市的靈異故事題材之一。
香港科學家曹宏威曾在《恐怖熱線》中，解釋過波子聲可能只是上層水管變動傳來的聲音。由於水龍頭突然的開關，所連接的水管內水壓會驟然變動，管內的食水會產生水錘作用。如果水錘作用很大的話，喉管會震動，當傳到大廈牆身，震動聲便會化成波子形成物品撞擊的聲音。香港房屋署的刊物亦持此論，指「波子聲」是因為水掣突然開關時，壓力令喉身震動並傳至牆壁所致。